# Pampa del Tamarugal
La pampa del Tamarugal es una extensa llanura y cuenca endorreica ubicada en la Región de Tarapacá, Chile. Forma parte del desierto de Atacama y se sitúa en la depresión intermedia entre la cordillera de los Andes y la cordillera de la Costa. Su nombre proviene del tamarugo (Prosopis tamarugo), árbol nativo que históricamente formó bosques en la zona. Esta pampa posee relevancia geográfica, ecológica e histórica, especialmente por su papel en la explotación del salitre entre los siglos XIX y mediados del siglo XX. En su territorio se encuentra la Reserva Nacional Pampa del Tamarugal. 
También posee un significado cultural para los pueblos indígenas del norte de Chile, como lo demuestra antiguos asentamientos que aprovecharon sus recursos naturales. Actualmente enfrenta desafíos ambientales, como la sobreexplotación del acuífero —cuya extracción cuadrupica su recarga natural— y la expansión de la actividad minera, que compite por el uso del agua.   

## Límites y relieve
La Pampa del Tamarugal es parte central del desierto de Atacama y ocupa la posición de la depresión intermedia que recorre gran parte del país entre la cordillera de Los Andes y de la Costa. Han existido diferentes percepciones de lo que es la Pampa del Tamarugal. Los Mapas Provinciales Atlas Centenario la muestran con 4° de latutud (cerca de 440 km de longitud norte-sur), prácticamente desde Pisagua hasta Calama.
Los deslindes según el inventario BNA de cuencas de Chile, que le asigna su nombre a una cuenca endorreica, son los siguientes: limita al norte con la cuenca de la quebrada Camiña que incluye a sus afluentes más australes, las quebradas de Retamilla y la de Jazpampa. Por el este su límite es el cordón de montañas que la separa de las cabeceras de los ríos Isluga, Cariquima, Cancosa que desembocan en el sistema endorreico Titicaca-Desaguadero-Poopó-Salar de Coipasa y del río Collacagua perteneciente a la cuenca endorreica del salar de Huasco. Al occidente su límite es la cordillera de la Costa, que la separa de las cuencas costeras entre Tilviche y Loa que desaguan al Pacífico u otras cuencas arreicas como la del salar Grande (costero). Por el sur limita con la cuenca del río Loa. Su área es de 18440 km² con una longitud de norte a sur de 220 km. La altitud de su planicie central es de 1000 m s. n. m.: 58  Su morfología puede ser descrita como una meseta de muy suave declive de 4% gradiente en sentido norte-sur y de pendiente transversal de este a oeste del orden del 7% medida a la latitud de la desembocadura de la quebrada Juan de Morales.: 58 
Hans Niemeyer consigna los extremos de su extensión con norte 19°6'S; sur 21°45'S; este 68°42'W y oeste 70°18'W, aunque otras fuentes dan otras coordenadas. El instructivo de la Conaf los define como «19° 33' S. hasta los 21° 50' S. con una inclinación de aproximadamente 2 % de Este a Oeste, y con una altitud media de 1.200 metros sobre el nivel del mar».: 29 

## Población
La zona de la pampa del Tamarugal corresponde a las comunas de Huara y Pozo Almonte. En ella se encuentran un centenar de pueblos y salitreras esparcidos por toda la llanura, entre los cuales deben mencionarse La Tirana, San Lorenzo de Tarapacá, Pozo Almonte, Pica (Chile), Quillagua y otras Oficinas salitreras.

## Subdivisiones

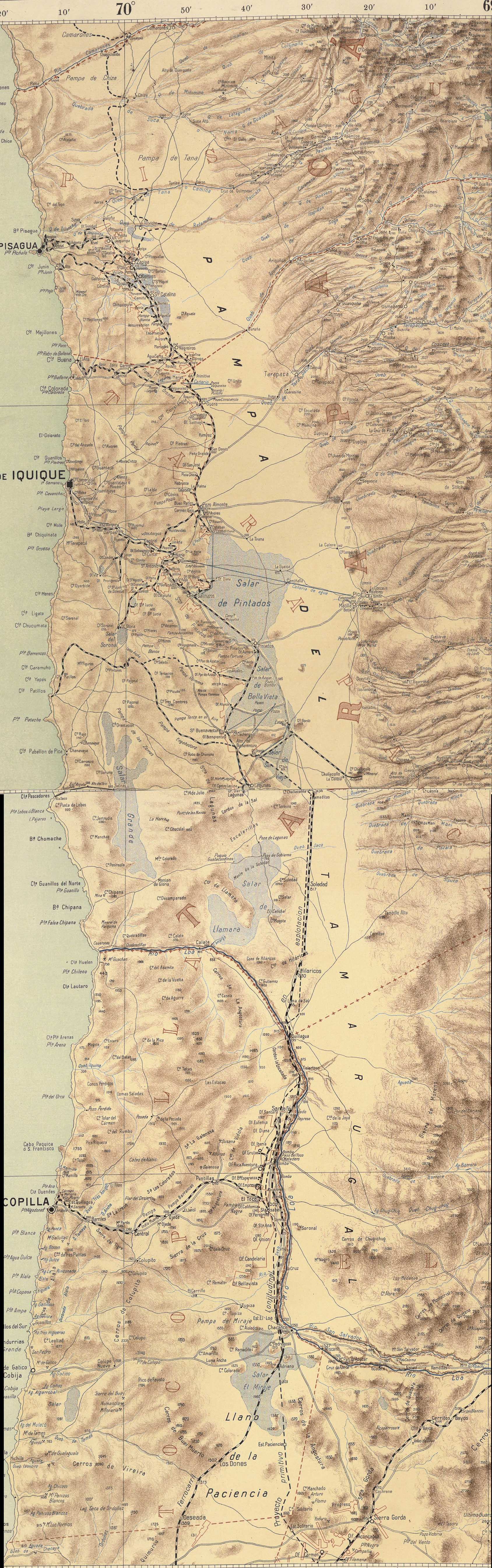
La Pampa del Tamarugal se extiende casi por 4 grados de latitud, desde Pisagua hasta Calama. Mapa compuesto con dos mapas Provinciales Atlas Centenario.

La pampa del Tamarugal es también una cuenca hidrográfica endorreica que recoge aguas superficiales del escaso caudal ordinario y de las grandes crecidas que en algunas ocasiones se generan producto de las lluvias estivales en la cordillera de los Andes, pero también, y principalmente, aguas subterráneas.: 29 
La Dirección General de Aguas subdivide o reúne las cuencas de Chile acorde a las necesidades de estudio y gestión. Existen dos inventarios que han logrado ser aceptados como principales, el inventario de cuencas del Banco Nacional de Aguas (BNA) de 1978, de mayor uso, y el inventario de cuencas del Departamento de Administración de Recursos Hídricos (DARH) de 2014 de mejor cartografía que ha obligado a redefinir algunos límites, a veces con cambios mayores, pero también por algunas redefiniciones del concepto de subcuenca.
Bajo el BNA el código del ítem es 017 y con el DARH es 0103, que la llama "salar de Bella Vista". Cabe señalar que DARH ha cambiado los límites de esta cuenca, la quebrada de Soga pertenece ahora a las "cuencas costeras río Camarones - pampa del Tamarugal" (en Wikipedia descrita bajo quebrada Camiña).
La subdivisión del BNA es como sigue:
|                                       | \| Cuenca \| Subcuenca \| Subsubcuenca \| Nombre \| Área drenaje km² \| \| ------------------------------------- \| --------- \| ------------ \| --------------------------------------------------------- \| ---------------- \| \| 017 Cuenca Pampa del Tamarugal (mapa) \| \| \| \| \| \| 017 \| 0170 \| 01700 \| Pampa del Tamarugal \| 9657 \| \| 017 \| 0171 \| 01710 \| Quebrada de Soga \| 169 \| \| 017 \| 0172 \| 01720 \| Quebrada de Aroma \| 1759 \| \| 017 \| 0173 \| 01730 \| Quebradas de Paca, del Infiernillo, de Tarapacá, de Linga \| 1735 \| \| 017 \| 0174 \| 01740 \| Quebradas de Chipisca y de Choja \| 881 \| \| 017 \| 0175 \| 01750 \| Quebradas Juan Morales, Sagasca y El Tambillo \| 999 \| \| 017 \| 0176 \| 01760 \| Quebrada de Quisma \| 281 \| \| 017 \| 0177 \| 01770 \| Quebrada de Chacarilla \| 1211 \| \| 017 \| 0178 \| 01780 \| Quebrada la Ramada \| 267 \| \| 017 \| 0179 \| 01790 \| Quebradas de Cahuisa y de Chipana \| 394 \| \| total: \| 10 \| 10 \| Región: I (100%) / Tipo: Endorreica / Desemb.: \| 17353 \| |              |                                                           |                  |
| Cuenca                                | Subcuenca | Subsubcuenca | Nombre                                                    | Área drenaje km² |
| 017 Cuenca Pampa del Tamarugal (mapa) | |              |                                                           |                  |
| 017                                   | 0170 | 01700        | Pampa del Tamarugal                                       | 9657             |
| 017                                   | 0171 | 01710        | Quebrada de Soga                                          | 169              |
| 017                                   | 0172 | 01720        | Quebrada de Aroma                                         | 1759             |
| 017                                   | 0173 | 01730        | Quebradas de Paca, del Infiernillo, de Tarapacá, de Linga | 1735             |
| 017                                   | 0174 | 01740        | Quebradas de Chipisca y de Choja                          | 881              |
| 017                                   | 0175 | 01750        | Quebradas Juan Morales, Sagasca y El Tambillo             | 999              |
| 017                                   | 0176 | 01760        | Quebrada de Quisma                                        | 281              |
| 017                                   | 0177 | 01770        | Quebrada de Chacarilla                                    | 1211             |
| 017                                   | 0178 | 01780        | Quebrada la Ramada                                        | 267              |
| 017                                   | 0179 | 01790        | Quebradas de Cahuisa y de Chipana                         | 394              |
| total:                                | 10 | 10           | Región: I (100%) / Tipo: Endorreica / Desemb.:            | 17353            |

La disposición de cuencas en el inventario DARH es la siguiente:
| Código      | Nombre                                                          | Código en mapa              | Tipología de cuenca         | Vertiente de cuenca         | Origen de cuenca            | Temperatura media anual (C°) | Temperatura máxima (C°)     | Temperatura mínima (C°)     | Precipitación anual (mm)    | Número de estaciones fluviométricas | Número de estaciones pluviométricas | Área (km²)                  |
| ----------- | --------------------------------------------------------------- | --------------------------- | --------------------------- | --------------------------- | --------------------------- | ---------------------------- | --------------------------- | --------------------------- | --------------------------- | ----------------------------------- | ----------------------------------- | --------------------------- |
| 0103        | Cuenca Salar de Bella Vista                                     | Cuenca Salar de Bella Vista | Cuenca Salar de Bella Vista | Cuenca Salar de Bella Vista | Cuenca Salar de Bella Vista | Cuenca Salar de Bella Vista  | Cuenca Salar de Bella Vista | Cuenca Salar de Bella Vista | Cuenca Salar de Bella Vista | Cuenca Salar de Bella Vista         | Cuenca Salar de Bella Vista         | Cuenca Salar de Bella Vista |
| 01030000    | Quebrada de Tarapacá                                            | 10                          | Endorreica                  | NA                          | Pluvial                     | 15.9                         | 25.5                        | 6.9                         | 1.6                         | 0                                   | 1                                   | 2121.0                      |
| 0103000000  | Quebrada de Tarapacá entre Quebrada de Cascada y Quebrada Salar | 11                          | Endorreica                  | NA                          | Pluvial                     | 8.0                          | 18.9                        | -4.6                        | 90.6                        | 7                                   | 3                                   | 1332.7                      |
| 01030000001 | Quebrada de Cascada                                             | 12                          | Endorreica                  | NA                          | Pluvial                     | 5.5                          | 16.7                        | -8.1                        | 115.5                       | 3                                   | 3                                   | 512.0                       |
| 0103000001  | Quebrada Salar de Pintados                                      | 13                          | Endorreica                  | NA                          | Pluvial                     | 13.7                         | 23.9                        | 3.2                         | 20.9                        | 0                                   | 0                                   | 988.8                       |
| 01030000010 | Quebrada Aroma entre Quebrada de Sapte y Quebrada Guasquina     | 14                          | Endorreica                  | NA                          | Pluvial                     | 7.6                          | 18.5                        | -5.4                        | 112.6                       | 1                                   | 1                                   | 1738.0                      |
| 0103000002  | Quebrada de Choja                                               | 15                          | Endorreica                  | NA                          | Pluvial                     | 11.4                         | 22.0                        | -0.4                        | 38.6                        | 0                                   | 0                                   | 438.6                       |
| 01030000020 | Quebrada de Parca                                               | 16                          | Endorreica                  | NA                          | Pluvial                     | 7.5                          | 18.5                        | -5.4                        | 77.8                        | 0                                   | 2                                   | 440.2                       |
| 0103000003  | Quebrada de Sagasca                                             | 17                          | Endorreica                  | NA                          | Pluvial                     | 10.5                         | 21.3                        | -1.5                        | 44.9                        | 0                                   | 2                                   | 432.1                       |
| 01030000030 | Quebrada de Tambillo                                            | 18                          | Endorreica                  | NA                          | Pluvial                     | 7.6                          | 18.6                        | -5.2                        | 67.1                        | 0                                   | 0                                   | 478.6                       |
| 010301      | Salar de Bella Vista                                            | 0                           | Endorreica                  | NA                          | Pluvial                     | 15.7                         | 25.3                        | 6.5                         | 4.7                         | 0                                   | 0                                   | 4015.1                      |
| 01030100    | Quebrada Huiguerita                                             | 19                          | Endorreica                  | NA                          | Pluvial                     | 9.9                          | 20.7                        | -2.3                        | 34.9                        | 0                                   | 0                                   | 277.0                       |
| 01030101    | Quebrada Alona                                                  | 20                          | Endorreica                  | NA                          | Pluvial                     | 10.9                         | 21.6                        | -1.2                        | 31.1                        | 0                                   | 0                                   | 226.1                       |
| 0103010100  | Quebrada Chara                                                  | 21                          | Endorreica                  | NA                          | Pluvial                     | 5.1                          | 16.4                        | -8.5                        | 79.0                        | 0                                   | 0                                   | 364.2                       |
| 0103010101  | Quebrada Coya                                                   | 22                          | Endorreica                  | NA                          | Pluvial                     | 4.5                          | 15.8                        | -9.1                        | 70.6                        | 0                                   | 0                                   | 629.3                       |
| 01030102    | Quebrada sin Nombre                                             | 23                          | Endorreica                  | NA                          | Pluvial                     | 10.2                         | 21.0                        | -1.9                        | 35.8                        | 0                                   | 0                                   | 273.3                       |
| 01030103    | Quebrada de Quisna                                              | 24                          | Endorreica                  | NA                          | Pluvial                     | 8.1                          | 19.0                        | -4.7                        | 55.5                        | 0                                   | 0                                   | 245.7                       |
| 01030104    | Quebrada Seca                                                   | 25                          | Endorreica                  | NA                          | Pluvial                     | 13.5                         | 23.7                        | 2.8                         | 19.3                        | 0                                   | 1                                   | 1228.4                      |

## Hidrología

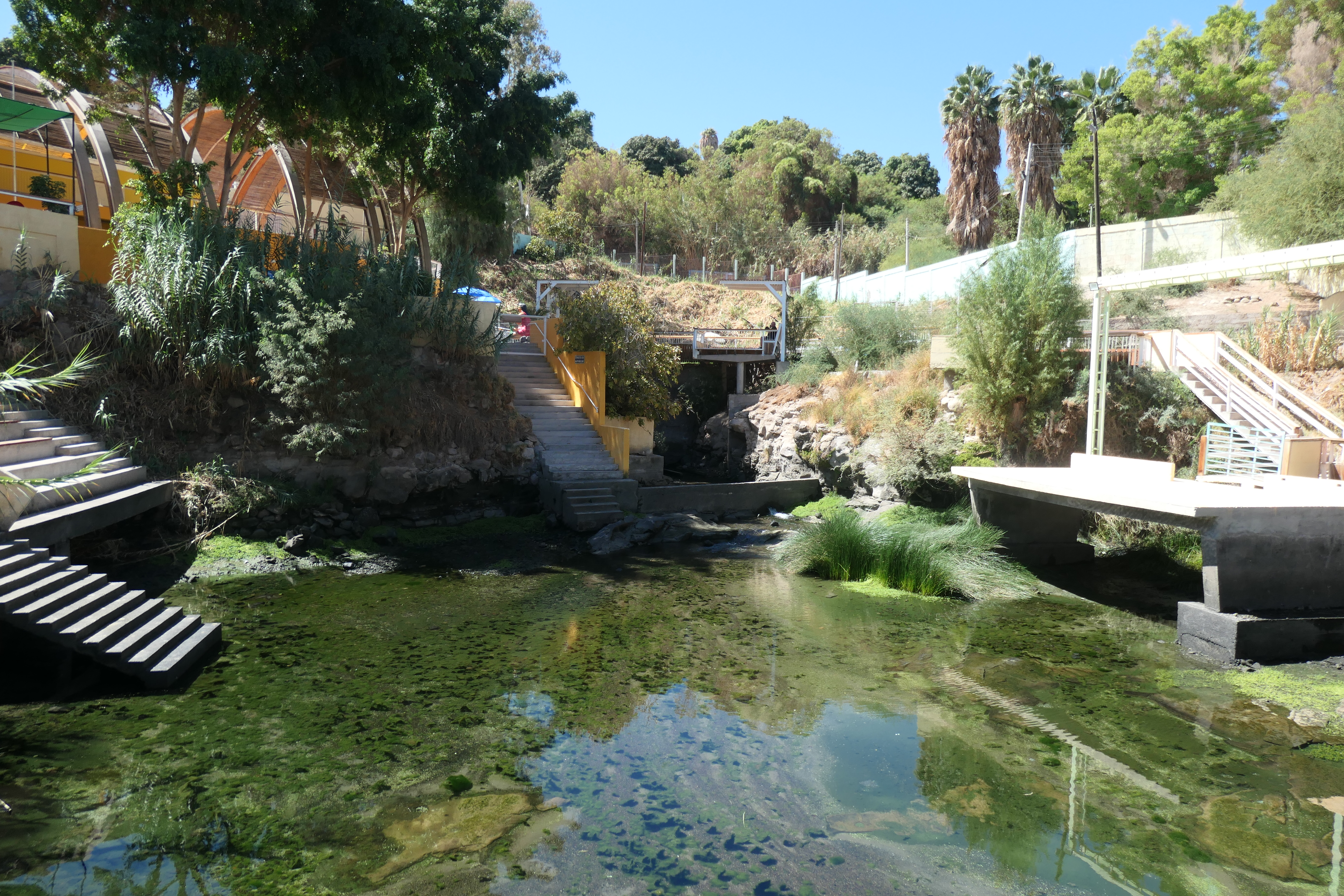
Los manantiales de Pica son ampliamente utilizados para la recreación y el esparcimiento así como para el riego de los campos agrícolas con frutos que han dado fama a la ciudad enclavada en el desierto de Atacama.

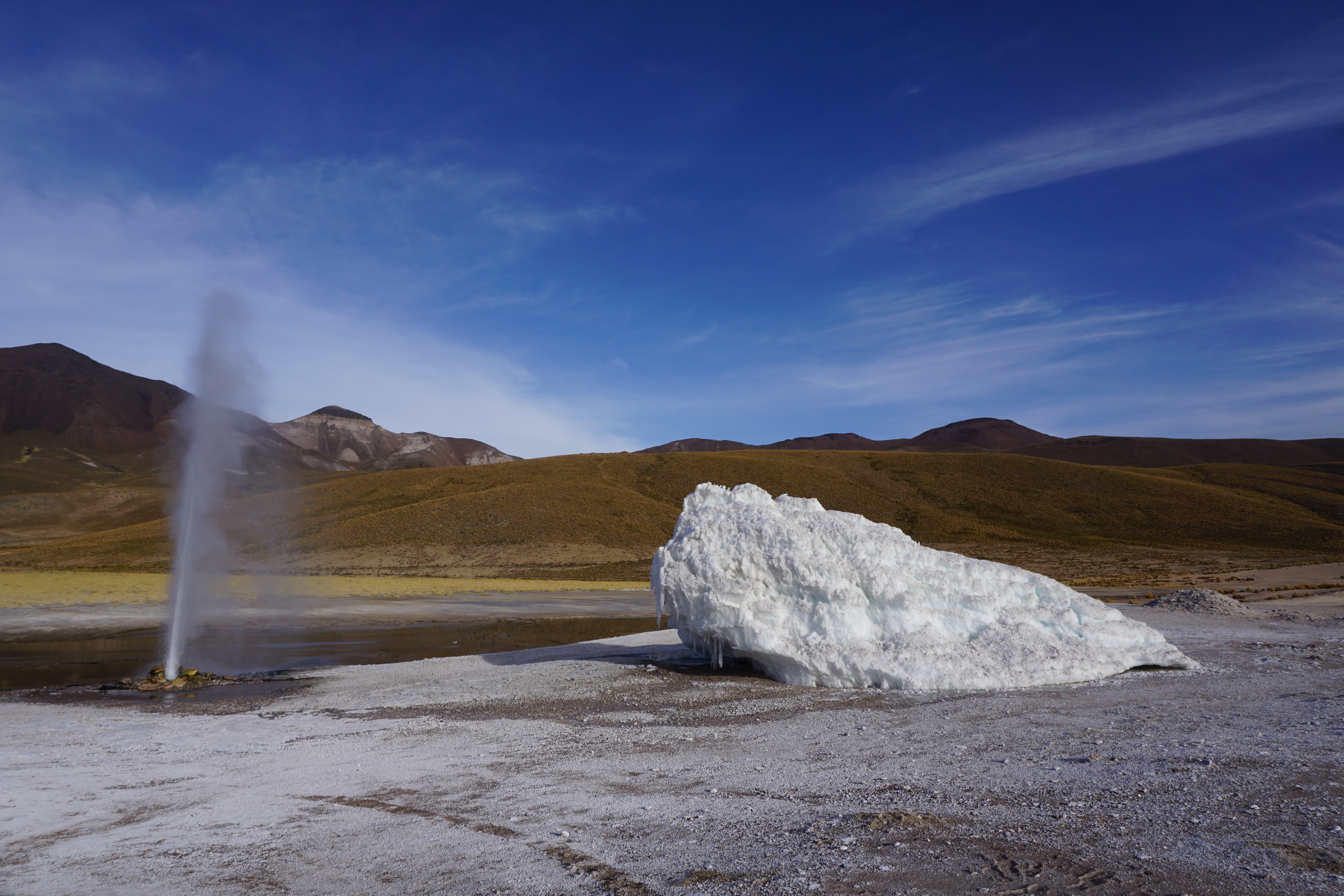
Geysers de Puchuldiza.

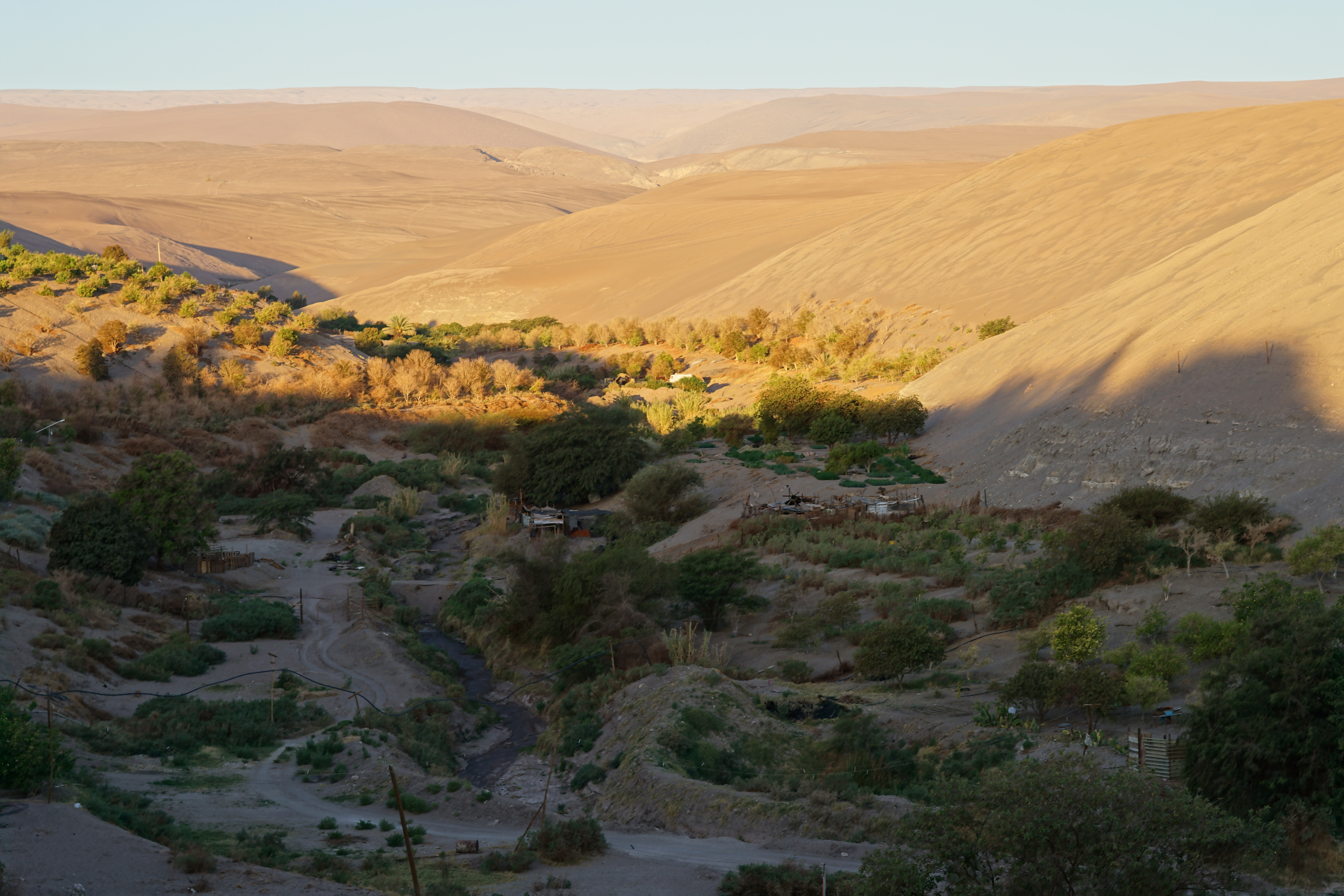
Quebrada de Quisma.

### Red hidrográfica
Los cuerpos de agua considerados en la categoría categoría:Cuenca Pampa del Tamarugal (017) son:
- Acuífero Pampa del Tamarugal
- Salar de Pintados
- Quebrada de Soga
- Quebrada de Aroma • Puchuldiza

- Quebrada Chismisa • Baños de Chismiza
- Quebrada Macurquima

- Quebrada de Quipisca
- Quebrada de Tarapacá • Lagunas Chuncara

- Quebrada Coscaya
- Embalse Pachica

- Quebrada Juan de Morales

- Quebrada de Mamiña

- Quebrada de Chacarilla
- Quebrada de Quisma • Cocha Resbaladero • Cocha Concova • Baños de Las Ánimas
- Quebrada de Chacarilla
- Quebrada de Guatacondo (Ramada) • Baños de Majala

La Corporación Nacional Forestal, (Conaf), encargada de la reserva nacional Pampa del Tamarugal, cuenta siete ríos como afluentes de la cuenca:: 32 
1. Quebrada de Aroma (0172)
2. Quebrada de Tarapacá (0173)
3. Quebrada de Quipisca (0174, Chipisca en la tabla)
4. Quebrada Juan de Morales (0175 o Sagasta o Tambillo)
5. Quebrada de Quisma (0176)
6. Quebrada de Chacarilla (0177 o El Salado)
7. Quebrada de Guatacondo (0178 o Ramada)

A estos cauces la Conaf agrega los afluentes subterráneos provenientes del salar de Huasco. El flujo anual promedio de los siete ríos que desembocan o se sumen en la pampa es estimada en 976 l/s más los aportes de la laguna del Huasco, estimada en 289 l/s. En consecuencia, el total de la recarga subterránea es estimada en 1265 l/s. El volumen estimado de agua almacenada es de 26 908 hm³.
En el inventario de cuencas de Chile, la quebrada de Guatacondo aparece como perteneciente a la cuenca del río Loa, en la subcuenca 021. Sin embargo, tanto Hans Niemeyer: 78  como la Corporación Nacional Forestal: 2  la enlistan entre los ríos afluentes de la pampa del Tamarugal. Esta confusión fue analizada por Niemeyer en su obra: "Asimismo, en el sur la divisoria de aguas entre esta cuenca y la del Loa no está bien definida y hay autores que piensan que la quebrada de Guatacondo y algunas quebradas menores qua le siguen al sur ya pertenecen a la cuenca del Loa.": 59 
El sector más bajo de la cuenca lo constituye el salar de Bellavista (ver salar de Pintados). Toda el agua recargada subterráneamente desciende hacia este salar.: 32 

### Acuíferos
El inventario nacional de acuíferos de Chile (2017) consigna en la Región de Tarapacá para el acuífero Pampa del Tamarugal dos sectores hidrogeológicos de aprovechamiento común:: 27 Pampa del Tamarugal con 4845,1 km² y Pica Bajo con 1240,2 km², en total 6085,3 km².

## Clima

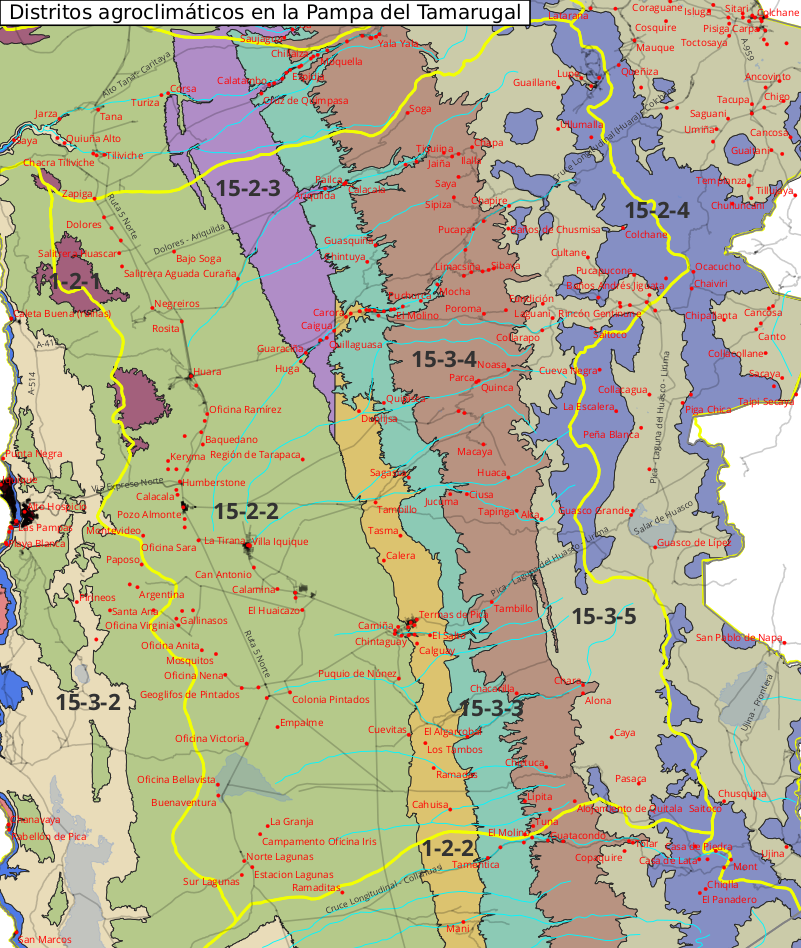
Distritos agroclimáticos en la Pampa del Tamarugal. En rojo algunas localidades, en amarillo los límites de las cuencas y en gris los caminos.

Diagrama Walter Lieth para la ciudad de Pica.

## Balance hídrico

Brecha hídrica en 25 importantes cuencas de Chile.

## Historia

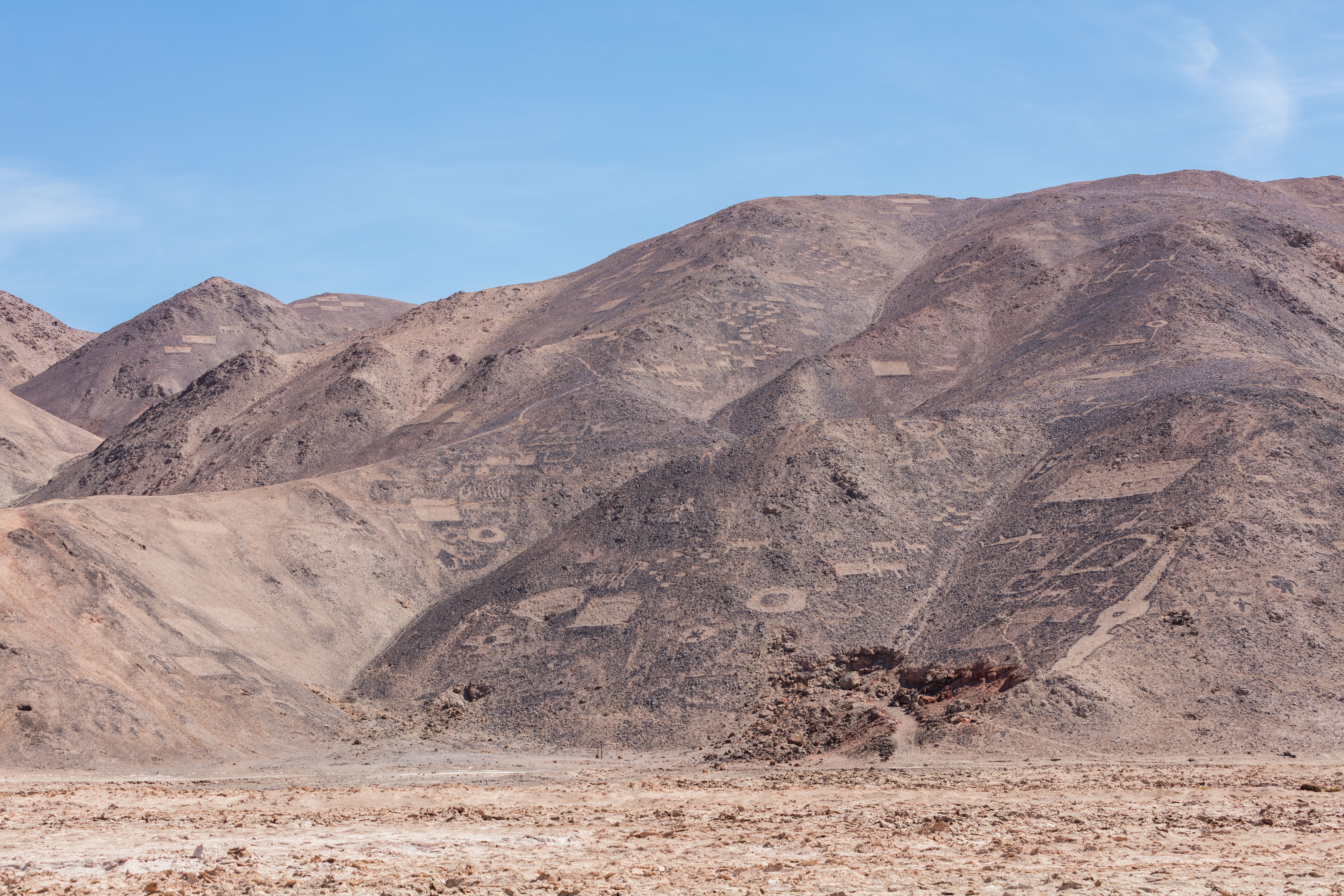
Cerros Pintados en la Pampa del Tamarugal.